# Désert alimentaire
 (mai 2018).
Si vous disposez d'ouvrages ou d'articles de référence ou si vous connaissez des sites web de qualité traitant du thème abordé ici, merci de compléter l'article en donnant les références utiles à sa vérifiabilité et en les liant à la section « Notes et références ».

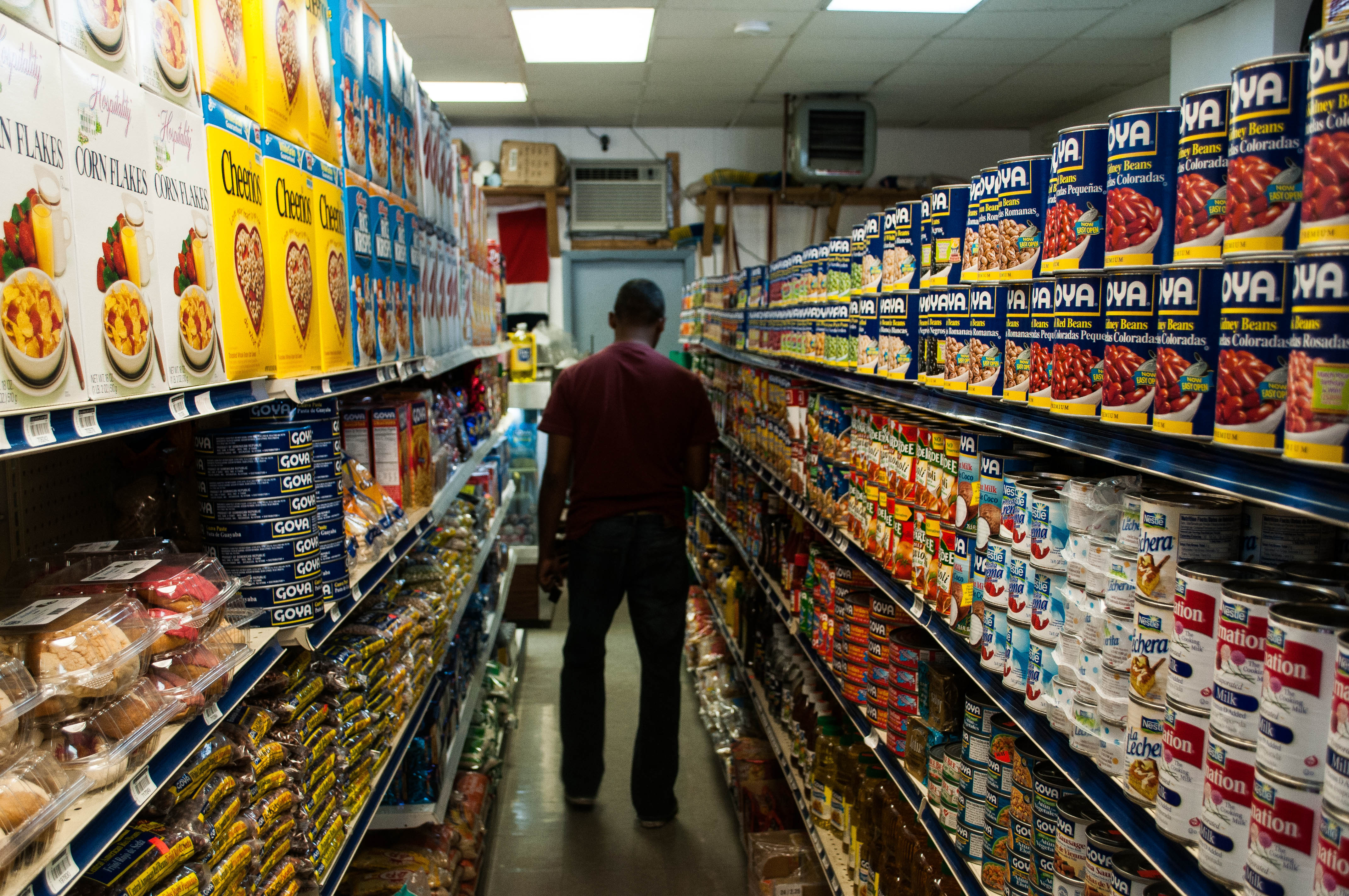
Un épicerie de Boston. La plupart des aliments visibles sont relativement non périssables : des produits secs, transformés et en conserve, qui peuvent avoir une teneur en vitamines et nutriments plus faible que les produits plus frais.

Un désert alimentaire est une région géographique dont les habitants n'ont pas accès à certains produits alimentaires réputés sains à des prix abordables. On peut en rencontrer dans des zones rurales isolées ou au contraire en pleine ville, par exemple dans des quartiers défavorisés où la distribution ne propose que des produits industriels et peu ou pas de produits frais. Cette définition est apparue au courant des années 1990.
Alors qu’un désert alimentaire désigne une zone sans accès à des aliments sains et à prix abordable, le concept de marais alimentaire désigne une zone où les seuls produits alimentaires accessibles ne sont pas sains et peu ou pas frais, tel que par le biais de dépanneurs et de chaînes de restauration rapide.

## Définition
La définition du département de l’Agriculture des États-Unis (United States Department of Agriculture – USDA) avance une zone défavorisée (20 % de la population sous le seuil de pauvreté ou revenu médian par foyer sous 80 % du revenu médian par foyer local) où une part significative (un tiers de la population ou 500 personnes) des résidents habitent à plus de 1,6 km (1 mile) en milieu urbain, et 16 km (10 miles) en zone rurale, du supermarché le plus proche.
Les facteurs permettant de déterminer l’existence d’un désert alimentaire sont multiples, mais la distance entre le lieu de résidence d’un individu et le commerce le plus proche offrant des aliments sains et abordables ainsi que le temps requis pour s'y rendre sont parmi les plus fréquents. Ces facteurs sont variables selon la réalité de la zone géographique. Par exemple, la distance entre le lieu de résidence et le commerce le plus proche en zone urbaine est habituellement située entre 500 mètres et 1000 mètres.

## France
Si certains estiment que la notion est absente du territoire français, d'autres avancent que les banlieues des métropoles ou les territoires ruraux rentrent dans cette configuration.